# Дом Дворянского и Крестьянского банка (Полтава)
Дом Дворянского и Крестьянского банка  (укр. Будинок Дворянського і Селянського банку) — памятник истории и архитектуры Украины в Полтаве, расположенный на улице Соборности. Банк был построен в 1906—1909 годах инженером С. В. Носовым по проекту киевского архитектора А. В. Кобелева.

## История здания

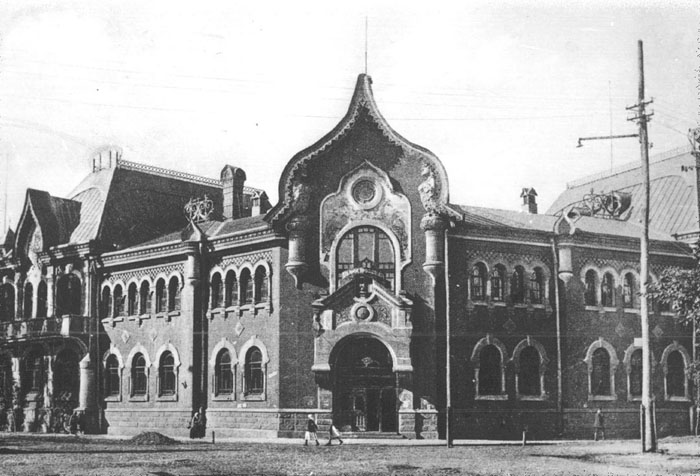
Дом в начале 20 века

Дом сооружён в 1908 году в стиле модерна, архитектор Александр Кобелев. В 1909 году было создано Полтавское отделение Российского поземельного банка. Оно выдавало крестьянам кредиты от заведение земельных наделов на приобретение земли. Имело право покупать и продавать земли на свой счет и продлевать сроки займа. Подчинялось Петербургскому крестьянскому поземельному банку. Находилось в доме Дворянского и Крестьянского банка, расшитого на пересечении улиц Куракинской (современная ул. Соборности) и Круглой. Банк был национализирован из декрета Советского правительства от 25 ноября 1917 года.
Крестьянский банк представляет собой двухэтажное здание из декоративного кирпича красного цвета. Центральный вход находится на усеченном углу дома, над ним расположено панно с мифическими жар-птицами из мозаики и скульптуры двух сирен.
С 1937 года использувалося как административное здание. Во время Великой Отечественной войны здание сильно пострадало от пожара и была восстановлено только в 1948 году.
В настоящее время здесь размещается Управление СБУ в Полтавской области.